# King of tha Ghetto: Power
King of tha Ghetto: Power è l'undicesimo album in studio del rapper statunitense Z-Ro, pubblicato nel 2007.

## Tracce
1. Bud Sack – 4:03
2. I'm a Gangsta (featuring D-Bo) – 4:47
3. My Life – 4:33
4. Struggling to Change (featuring Point Blank) – 4:38
5. Greed, Vanity, Lust – 5:02
6. Staying Alive (featuring Spice 1) – 2:26
7. Going Down in the South (featuring Big Boss) – 4:30
8. It's Guaranteed (featuring B.G. Duke & Point Blank) – 4:13
9. Friends – 4:00
10. Lovely Day (featuring Lil' Flip & Big Shasta) – 4:15
11. Ride All Day & Night – 3:24
12. Murder'ra (featuring Pimp C, Spice 1 & Vicious) – 3:59
13. M-16 (Original) (featuring Dougie D & Mike D) – 4:53
14. No Games – 4:40